# Limusnunggal (Bantargadung)
Limusnunggal is een bestuurslaag in het regentschap Sukabumi van de provincie West-Java, Indonesië. Limusnunggal telt 5457 inwoners (volkstelling 2010).